# Problem-Detecting-Methode
Die Problem-Detecting-Methode gehört zu den problemorientierten Messverfahren der Dienstleistungsqualität und fokussiert ausschließlich die Mängel bei der Leistungserstellung. Diese Variante der Problembehandlung entstand im Hause einer Werbeagentur. Die Methode, die von der Werbeagentur BBDO entwickelt wurde, steht die Erörterung von Kundenproblemen zu spezifizierten Fällen anhand von Befragungen und des Betrachtens der Kundenbeurteilungen. Im Mittelpunkt stehen hier die Analyse der Frequenz des Problemauftritts während der Leistungserstellung sowie das Ausmaß und die Intensität in der Wahrnehmung des Kunden.
Die Problem-Detecting-Methode stellt eine konventionelle Marktforschungsmethode dar, die darauf abzielt, einen möglichst großen Pool an Problemen mit existierenden Produkten zu generieren. Die Logik, die sich dahinter verbirgt, besteht darin, dass Kunden nur schwer ihre Bedürfnisse und unerfüllten Wünsche äußern können, aber sehr gut über bestehende Probleme mit den von ihnen verwendeten Produkten Bescheid wissen. Aus diesem Pool an Problemen lassen sich eine Reihe von Produktmodifikationen und Neuerungen ableiten.

## Eigenschaften
Erstens ist die Problem-Detecting-Methode kundenorientiert, d. h., die Messansätze werden aus Sicht der Kunden betrachtet. Sie ist involviert in den Dienstleistungsprozess und funktioniert als Co-Producer. Sie wird in der Regel mittels eines Fragebogens angewendet, der Fragen nach der Qualität und der Zufriedenheit enthält. Zweitens ist sie subjektiv, d. h., die Qualitätswahrnehmung wird von den Kunden festgelegt. Sie messen die Dienstleistung ausschließlich nach deren persönlichen Anforderungen und Erwartungen. Diese Anforderungen und Erwartungen entstehen aus Idealen, Vorstellungen seitens des Anbieters und so weiter. Drittens ist sie problemorientiert. Damit ist gemeint, dass die Methode hauptsächlich nur Negativereignisse analysiert. Dabei wird versucht, Probleme zu quantifizieren und ihre Relevanz sowie neue Probleme zu identifizieren.
Die Relevanz des Kundenproblems richtet sich nach der Häufigkeit im Leistungserstellungsprozess und entsprechend der Kundenwahrnehmung. Grundsätzlich sollte diese Methode nicht allein als Instrument zur Messung von Kundenzufriedenheit angesehen werden; man sollte sie als Ergänzung zu anderen Verfahren betrachten, da eigenständig keine vollständigen Informationen aus der Problem-Detecting-Methode gewonnen werden können, weil sie das Vorhandensein von ermittelten Problemverzeichnissen durch andere Methoden, wie z. B. die Critical Incident Technique, voraussetzt. Ursache dafür ist die Tatsache, dass die Problem-Detecting-Methode vorrangig der Ermittlung von Problembedeutsamkeit dient.

## Die Problem-Detecting-Methode im Bezug auf Dienstleistungsqualität und Kundenzufriedenheit
Ein zentrales Thema in der betriebswissenschaftlichen Diskussion ist heute die Dienstleistungsqualität. Vor allem aber wird über ihre Erfassung und Messung diskutiert. Um diese Frage im Detail zu analysieren, muss man sich zuerst mit dem Begriff „Qualität“ beschäftigen. Der Begriff Qualität kann in einer Vielzahl an Definitionsansätzen differenziert werden: produktbezogene, kundenbezogene, herstellungsbezogene, absolute und wertbezogene Ansätze. Dabei beziehen sich die wesentlichen Unterschiede anhand des Betrachtungsstandes. Bei der Bestimmung der Dienstleistungsqualität spielen produktbezogene (objektive) und kundenbezogene (subjektive) Qualitätsbegriffe eine besondere Rolle. Sie stellen wichtige Punkte dar, die für die Ermittlung der Dienstleistungsqualität von großer Bedeutung sind, beispielsweise Produkteigenschaften und Kundenzufriedenheit/Kundenwahrnehmung. Qualität ist der zentrale Erfolgsindikator für die Leistungsfähigkeit von Dienstleistungsunternehmen auf Zielmärkten. Dieser Erfolg wird durch das Qualitätsmanagement der Unternehmen gemessen. Das Qualitätsmanagement hat als Hauptaufgabe die Leistung des Unternehmens gemäß den Kundenanforderungen zu erfüllen. Dieser Punkt ist sehr wichtig, denn ein wesentliches Kriterium bei der Beurteilung von Unternehmen und ihren Dienstleistungen durch Kunden ist die Fähigkeit der Unternehmen, Probleme zu lösen, sowie ihr Verhalten bei der Situation. Denn die Kunden verlangen nicht, dass die Dienstleistung perfekt ist. Stattdessen erwarten sie, dass das Unternehmen bei der Lösung von Problemen möglichst bald reagiert. Dies zeigt, wie stark die Dienstleistungsqualität mit der Kundenzufriedenheit zusammenhängt. Deshalb wird heutzutage in der Marketingforschung viel darüber diskutiert. Die Kundenzufriedenheit wird einerseits von dem Verhalten des Verbrauchers ausgelöst und beeinflusst und andererseits auch, wie der Verbraucher das Produkt in Zukunft beurteilt. Sie entsteht durch einen Vergleich der individuellen Erwartungen der Konsumenten vor und nach ihrer Erfahrung mit dem Produkt. Somit ist die Kundenzufriedenheit nicht immer konsistent und hängt von der Situation und der emotionalen Lage der Konsumenten ab.

## Anwendung
Bei Anwendung der Problem-Detecting-Methode wird der Kunde gezielt nach bereits bekannten Einzelproblemen befragt. Hauptaspekte sind die Häufigkeit, mit der diese auftreten, und der Wert, den der Kunde ihrer Beseitigung beimisst. Aus diesen Kennzahlen berechnet sich für jedes Problem der Lindqvist-Index, der schließlich eine Rangfolge der Einzelprobleme festlegt.
Praktische Anwendung fand das Problem-Detecting bereits in vielfältigen empirischen Untersuchungen. Exemplarisch sei auf eine Erhebung verwiesen, die Lindqvist unter Kreuzfahrt-Teilnehmern durchführte. Dieser Dienstleistungsbereich ist aufgrund des Zusammenwirkens einer Vielzahl von Einzelleistungen (Personenbeförderung, Hotelunterbringung, Restaurantverköstigung, zollfreier Einkauf, Unterhaltung) besonders interessant und auch problemanfällig.
Lindqvist ermittelte insgesamt 81 Problembereiche, die mit dem Lindqvist-Index bewertet wurden, der sich aus der folgenden Formel errechnen lässt:
{\displaystyle {\frac {\sum _{i=1}^{n}\displaystyle (a_{i}+b_{i})}{n}}}
Die einzelnen Variablen in dieser Formel haben folgende Bedeutungen:
{\displaystyle a_{i}} gibt an, wie stark der Befragte dem jeweiligen Statement (i) zustimmt.
{\displaystyle b_{i}} gibt an, wie wichtig dem Befragten eine Beseitigung des angesprochenen Problems (i) ist.
n ist die Anzahl der Befragten.
Ausgehend von der Berechnung der Indizes, ordnete Lindquist die Probleme nach der Höhe des Lindquist-Indizes.
Hinsichtlich einer Anwendung der Problem-Detecting-Methode lässt sich angesichts der vorausgegangenen Ausführungen konstatieren, dass es grundsätzlich hilfreich erscheint, Kenntnis über die Frequenz und Valenz von Problembereichen zu erlangen. Insbesondere bei wiederholt genutzten Dienstleistungen innerhalb einer begrenzten Zeitperiode bzw. bei wiederholt auftretenden Situationen innerhalb einer längerfristigen Dienstleister-Kunden-Beziehung erscheint in Bezug auf Standardprobleme die Frage nach der Eintrittshäufigkeit sinnvoll, da die Kunden die mit der zeitlichen Bindung verbundenen hohen Wechselkosten bzw. die Unmöglichkeit des Wechsels (Kreuzfahrt) höher bewerten als den mit einem potenziellen Wechsel verbundenen Nutzen und somit nicht mit einer sofortigen Abwanderung reagieren bzw. reagieren können. Die Erfassung der Häufigkeit des Problemauftritts muss jedoch mit einem zuvor eindeutig spezifizierten Zeitraum assoziiert sein, da ansonsten die gewonnenen Häufigkeitsdaten auf die Gesamtheit der Kontakte und Leistungen innerhalb einer Zeitspanne bezogen werden können. Bezieht man diese notwendige Voraussetzung in weiterführende Überlegungen mit ein, so wird deutlich, dass eine präzise Anwendung der Problem-Detecting-Methode eine problem-, kunden- und zeitbezogene Differenzierung der Häufigkeitserfassung erforderlich erscheinen lässt. Demnach ist in der Regel auf eine individuelle Erhebung der Problemhäufigkeit zu Gunsten einer Allgemeinbefragung bezüglich des Problemeintritts zu verzichten.

## Ziel
Im Rahmen der Problem-Detecting-Methode wird versucht, Aussagen über die Dringlichkeit der Problembehebung zu ermitteln. Dabei basiert das Verfahren auf der Annahme, dass ein Problem umso dringender der Aufmerksamkeit durch das Management der Dienstleistungsunternehmung bedarf, je häufiger es auftritt und je ärgerlicher bzw. bedeutsamer sein Auftreten von den Kunden empfunden wird. Im Unterschied zu den oben genannten Verfahren findet hierbei jedoch keine generelle Entdeckung von Problemen statt, sondern es wird die jeweilige Bedeutung der Probleme aus Kundensicht erfasst. Folglich handelt es sich um ein lediglich ergänzendes Verfahren der Qualitätsmessung, das als Voraussetzung für seine Anwendung stets der Kenntnis der kundenrelevanten Probleme bedarf.

## Durchführung
Das grundsätzliche Vorgehen bei der Problem-Detecting-Methode erfolgt in mehreren Schritten:
1. Ermittlung einer Problemliste mit Hilfe der Sequentiellen Ereignismethode, der Beschwerdeanalyse, der Critical-Incident-Technik, von Gruppendiskussionen, Interviews mit Kunden, dem Kontaktpersonal oder dem Management.
2. Komprimierung der Problemliste nach Relevanz- und Redundanzaspekten.
3. Erstellung eines Fragebogens mit Statements zu den einzelnen Problemen. Bezüglich jeder Problemkategorie sind drei Fragen vorgesehen. Es kann nach der Häufigkeit, mit der die Probleme aufgetreten sind, gefragt werden, aber auch nach der wahrgenommenen Relevanz des Problems oder den dem Kunden bekannten Lösungsmöglichkeiten. Zunächst wird gefragt, ob das Problem überhaupt aufgetreten ist. Wird die Frage mit „ja“ beantwortet, werden Fragen nach dem Ausmaß der Verärgerung und dem faktischen oder geplanten Reaktionsverhalten der Konsumenten (vollzogener oder geplanter Anbieterwechsel, erfolgtes bzw. beabsichtigtes Weitererzählen im persönlichen Umfeld usw.) erfasst.
4. Der Fragebogen wird schließlich den betreffenden Nachfragen vorgelegt, d. h. es findet Datenerhebung der Kundenaussagen mittels schriftlicher, mündlicher oder telefonischer Befragung.
5. Auswertung der Daten und Präsentation in Problemindizes oder Diagrammen (z. B. Welche Probleme sind besonders häufig? Welche Probleme sind besonders gravierend? Wie entwickelt sich das Auftreten bestimmter Probleme im Zeitablauf?). Zu diesem Zweck werden zunächst den Reaktionsformen Punktwerte zugeordnet, so dass sich durch multiplikative Verknüpfung der Skalenwerte für Verärgerung und Reaktionsverhalten Relevanzwerte ergeben. Es liegen dann mit den Daten über die Frequenz des Problems über alle Befragten und dem Relevanzwert zwei wichtige Kennzahlen für jedes Problem vor, die mittels eines zweidimensionalen Diagramms differenziert analysiert werden können.[7]

## Vor- und Nachteile
Die Problem-Detecting-Methode ist von den anderen merkmals- und ereignisorientierten Verfahren abhängig. Diese Methode ist steuerbar und für alle Dienstleistungen geeignet.
Der Nachteil dieser Methode besteht darin, dass die zu skalierenden Problemklassen schon vor der Untersuchung bekannt sein müssen und somit keine neuen Problemfelder aufgedeckt werden können. Als Ergänzung im Methoden-Portfolio ist dieses Instrument jedoch durchaus sinnvoll, vor allem wenn es gilt, Probleme zu priorisieren. Deswegen ist diese Methode nur eine Ergänzung zu den anderen Verfahren.
Sinnvollerweise wird die Problem-Detecting-Methode nicht bei Kunden angewandt, die keine oder geringe Erfahrung mit einem Produkt oder einer Dienstleistung haben bzw. bei besonders negativen Erlebnissen, die nur sehr selten vorkommen. Einer der wesentlichen Vorteile dieser Methode liegt in der umfassenden Problemsammlung, die eine Vielzahl an Möglichkeiten für Produktverbesserungen liefert. Aufgrund der Aufgabenstellung werden insbesondere Probleme im Gebrauch und in der Verwendung der Produkte sichtbar. Damit kann die Produktentwicklung gezielt an kundenorientierten Lösungen arbeiten, statt über Produkteigenschaften nachzudenken, die von Kunden als mehr oder weniger wichtig beurteilt werden. Die Methode eignet sich auch im Besonderen für die Verbesserung von Problemen in der Erstellung von Dienstleistungen. Sie liefert aber auch Anregungen für kreative neue Lösungen in Form von Produkt-, aber auch Prozessinnovationen. Sie sensibilisiert für situativ bedingte Probleme, die mit einer Zufriedenheitsanalyse nicht ermittelt werden können. Die Vielzahl zu beurteilender Probleme kann sich bei der Anwendung dieser Methode nachteilig herausstellen. Diesem Umstand versucht man Rechnung zu tragen, indem man die Problemkärtchen in eigenen Boxen mit fünf Abteilungen einordnen lässt. Damit wird die Aufgabe für die Befragten zum „Kartenspiel“ und vermeidet das Auftreten eines Ermüdungseffektes. Die Methode ist gut bewährt und lässt sich in Form von kreativen Entwicklungsworkshops weiterführen. Mit dieser Methode wurde zum Beispiel in der Getränkeindustrie an einer verbesserten Verpackungsform gearbeitet, die mit großem Erfolg am Markt eingeführt wurde.

## Auswertung
In Bezug auf die Formulierung der Fragen und deren Auswertung existieren eine Reihe von Alternativen. In der ursprünglichen Version der Werbeagentur BBDO wurden zum einen die Problemhäufigkeit („Frequency“) und die Problemrelevanz („Importance“) ermittelt. Zum anderen wurde gefragt, ob dem Kunden Lösungsmöglichkeiten, beispielsweise bei der Konkurrenz, für das Problem bekannt sind („Pre-emptibility“). Eine Multiplikation der Skalenwerte ergab für jedes Ereignis einen Problemwert, der in eine Rangfolge nach der Höhe der Punktwerte eingeordnet werden konnte. Somit wurde eine einfache Übersicht über die Probleme ermöglicht, die häufiger auftreten und für die keine Lösungsansätze bekannt sind. Fraglich ist jedoch, ob eine solche Ermittlung der Lösungsansätze aus Kundensicht unbedingt sinnvoll ist. Sind der Konkurrenz beispielsweise bisher keine Problemlösungen bekannt, so ist das noch kein Indikator für eine (nicht) gegebene Dringlichkeit der Problembehebung. Hätte ein Konkurrenzunternehmen dagegen bereits Lösungspotentiale entwickelt, so würde diese Tatsache die Dringlichkeit der Problembehebung wesentlich erhöhen.
Martin (1981) wertete bei seiner Variante die Fragen nach drei Parametern aus. Diese sind „frequency“, „botheredness“ und „credibility“. Er stellte für jedes Problem den Probanden drei Fragen, die sie in Bezug auf die drei genannten Parameter bewerten sollen. Mit „frequency“ sollten die Probanden das Problem bezüglich seiner Häufigkeit bewerten. Dagegen evaluiert „botheredness“, in welchem Ausmaß sie durch das Problem verärgert sind. Als Letztes war der Parameter „credibility“, der beurteilen soll, wie die Probanden die Möglichkeit für den Dienstleiter einschätzen, das Problem zu lösen. Nach Addition der Skalenwerte für Frequency und Botheredness ergeben sich die „problem impact scores“ (Problemwerte), die die Intensität des Problems aufzeigen. Die „credibility scores“ zeigen, inwieweit ein Unternehmen nach Ansicht der Probanden Lösungen für Probleme anbieten kann.
Lindqvist (1987) wollte von den Befragten wissen, wie stark sie mit Problemstatements einverstanden sind und wie dringend diese Probleme ausgeräumt werden müssen. Daraus berechnete er den Problemindex, der darstellt, wie gravierend das Problem ist. Der Problemindex lässt sich aus der Summe der jeweiligen Skalenwerte geteilt durch die Anzahl der Antwortenden berechnen. Je größer der Index desto gravierender ist das Problem.
Brandt/Reffett (1989) wandten bei ihrer Variante drei Größen für die Bewertung des Problems an. Diese sind Häufigkeit („frequency“), Verärgerung („botheredness“) und die Effektivität des Unternehmens, die Probleme zu lösen („effectiveness“). Aus den Skalenwerten der Häufigkeit und Verärgerung lässt sich der „problem score“ ermitteln. Dieser stellt die Problembedeutung dar. Es ist sinnvoll, die Diagramme Häufigkeit/Verärgerung und Problembedeutung/Problemlösungseffektivität getrennt graphisch darzustellen. Dadurch können wichtige Informationen über die Priorität der Korrekturmaßnahmen abgelesen werden.
Eine deutliche Gemeinsamkeit bei allen drei Varianten ist die Frage nach der Problemhäufigkeit. Allerdings ist sie bei der Befragung der Kunden über ihre Konsumprobleme nicht in allen Fällen sinnvoll, zum Beispiel bei Erst- und einmaligen Kunden (z. B. Mietern eines Leihwagens wegen eines Unfallschadens), bei Erlebnissen mit Dienstleistungen, die grundsätzlich oder von den befragten Kunden nur diskontinuierlich und in größeren Zeitabständen nachgefragt werden (z. B. Ferienreise, Klinikaufenthalt) und in Bezug auf Aspekte, die innerhalb des Leistungserstellungsprozesses nur einmal auftauchen können (z. B. Umständliches Ausfüllen von Formularen bei der Aufnahme im Krankenhaus), bei außergewöhnlich negativ empfundenen Erlebnissen (Wanzen im Hotelzimmer), wenn Konsumenten das Risiko einer Problemwiederholung nicht eingehen und unmittelbar abwandern bzw. abgewandert sind. Sinnvoll ist die Frage nach der Häufigkeit bei Dienstleistungen, die mehrfach genutzt werden, oder bei Standardproblemen, die bei langfristigen Kundenbeziehungen existieren. Zum anderen gehören dazu wiederholte Situationen oder Probleme, die von Kunden eine unmittelbare Abwanderung als Reaktion verursacht, die von den Kunden abgelehnt werden, da nach ihrer Ansicht die Wechselkosten höher als der mögliche Nutzen sind.
Eine andere Gemeinsamkeit aller Varianten ist die Frage nach dem Ausmaß der Verärgerung. Aus dieser Frage wird die Problemintensität ermittelt. Dafür erscheint die Variante von Martin 1981; Brandt/Reffett empfehlenswert, da sie die emotionale Besorgnis der Befragten stark berücksichtigt, im Vergleich zu Linqvist, der mehr auf die Problembehebung fokussiert ist. Allerdings gibt es bei dem Verärgerungswert zwei Probleme; er ist bei allen Problemen recht hoch und sagt nichts über das Verhalten, das sich aus dieser Verärgerung ergibt, was den Erfolg der Unternehmen stark beeinflusst. Grund dafür ist die Tatsache, dass die Dringlichkeit einer Problemlösung eindeutig wird, wenn zusätzlich das geplante Reaktionsverhalten der Kunden bei der Erfassung der Problemlösung eingerechnet wird.
Der Vergleich der Kriterien „pre-embtibility“ und „problemeffectiveness“ zeigt, dass die problemeffectiveness am sinnvollsten ist. Dies liegt daran, dass das Reaktionsverhalten der Unternehmen wahrgenommen wird. Angesichts der Tatsache allerdings, dass häufig die Ursache der Verärgerung gerade darin liegt, dass Unternehmen beim Auftreten von Problemen nach Konsumentenansicht nicht angemessen reagieren.
Eine Weiterentwicklung der Problem-Detecting-Methode ist die Frequenz-Relevanz-Analyse. Dabei wird die Problemklasse ermittelt und anschließend ihre Position in einem Bewertungsraster dargestellt.